# Porochilus
Porochilus – rodzaj ryb sumokształtnych z rodziny plotosowatych (Plotosidae).

## Występowanie
Zasiedlają wody Nowej Gwinei w rejonie prowincji Papua, Indonezji i północnej Australii.

## Klasyfikacja
Gatunki zaliczane do tego rodzaju:
- Porochilus argenteus
- Porochilus meraukensis
- Porochilus obbesi
- Porochilus rendahli

Gatunkiem typowym jest Porochilus obbesi.